# Nederrijns Moraalboek
Het Nederrijns Moraalboek is een handschrift van een onbekende auteur dat gemaakt werd tussen 1270-1290 en waarschijnlijk tot stand kwam in de streek van Geldern, toen de hoofdstad van het Hertogdom Gelre, die nu deel uitmaakt van de Duitse Nederrijn, in de Kreis Kleef (Noordrijn-Westfalen). Het handschrift wordt bewaard in de Niedersächsische Landesbibliothek te Hannover met signatuur IV 369. 

## Codicologie
Het handschrift bevat 17 perkamenten katernen met in totaal 208 folia van 200 à 205 mm hoog bij 105 mm breed. De bladspiegel meet 120 à125 mm x 80 mm en de tekst is geschreven in een kolom met 22 lijnen per blad.
De boekband bestaat uit houten platten overtrokken met bruin leder en is ter versiering gestempeld. Het handschrift heeft vermoedelijk nog steeds zijn oorspronkelijke 13e-eeuwse band.
Het handschrift is luxueus gemaakt en uitbundig versierd. Het telt 360 bladgouden sierletters. In het Moralium (p. 3 tot p. 78) begint elke alinea met een sierletter van 2 lijnen hoog, in het spreukengedeelte (p. 78 - p. 139) heeft elke spreuk een initiaal van een lijn hoog. Het Bestiaire d'amour (p. 139 - p. 206) bevat 57 miniaturen van meestal een halve kolom breed en ongeveer even hoog. Ze staan meestal midden in de tekst en tonen veelkleurige taferelen tegen een gouden achtergrond, omsloten door een vierpas. Enkele miniaturen zijn tweeledig en 70 à 80 mm. breed.

## Taal
De gebruikte taal is duidelijk Nederrijns. De voornaamwoorden ik, mi, di, hi, wi, gi, u plaatsen het handschrift duidelijk ten noorden van de Uerdinger linie. Verder onderzoek van de gebruikte vormen wijzen duidelijk naar Geldern, eerder dan naar Kleef.

## Geschiedenis
Het handschrift was waarschijnlijk een exemplaar gemaakt voor de graaf en gravin van Gelre. Als de datering correct is zou dit dan gaan over Reinald I van Gelre die in 1276 gehuwd was met Ermgard van Limburg en weduwnaar geworden in 1286 trouwde met Margaretha van Vlaanderen. Het handschrift kan een huwelijksgeschenk geweest zijn.
Hoe het van de oorspronkelijke eigenaars in de bibliotheek van Hannover terecht kwam is niet geweten. Het handschrift was in perfecte staat tot het na de Tweede Wereldoorlog in 1946 uit zijn bergplaats terugkeerde naar het museum en daar voorlopig op het gelijkvloers werd opgeslagen. Bij een plotse overstroming van de Leine kwam het in het vervuilde rivierwater terecht en heeft waterschade opgelopen wat het moeilijk leesbaar heeft gemaakt.

## Inhoud
Het handschrift bevat drie prozateksten door één hand geschreven in het Nederrijns dialect, waarschijnlijk rechtstreeks gekopieerd van de autograaf van de auteur.
Het bevat:
- Een vertaling van een Oudfranse vertaling van het Moralium dogma philosophorum
- Een verzameling spreuken
- Een vertaling van het Bestiaire d'amour van Richard de Fournival

Het Moralium dogma philosophorum is een Latijnse pedagogische compilatie van de morele lessen van de filosofen waarvoor het De officiis van Cicero model stond, maar met eigen definities van de morele deugden, aangevuld met talrijke citaten van in het bijzonder Cicero en Seneca, maar ook van Sallustius, Horatius, Terentius, Lucanus en andere klassieke auteurs. Er is weinig of niet direct geput uit de werken van christelijke auteurs of kerkvaders. De recentste uitgave van het werk is die van 1929 door John Holmberg, waarin zowel de Latijnse versie als een Franse en een Middelnederlandse vertaling werden opgenomen. 
Het Moraalboek is gericht op het aardse leven en plaatst honestas (het eervolle) en utilitas (het nuttige) op de eerste plaats. Ook al is de tekst niet christelijk geïnspireerd, keurt hij een overgave aan bezit en uiterlijke schijn af en relativeert hij de aardse weelde zoals duidelijk blijkt uit het slot:
mens kijk vooruit, als je kwalijk leeft gaat je ziel bij je dood naar de duivel, je bezit naar je familie en je lichaam naar de wormen in de aarde - en geen van die drie partijen zou zijn deel willen ruilen voor dat van de andere.
De tweede tekst is een verzameling spreuken die, in dezelfde stijl als het eerste deel, de christelijke ethiek in de plaats tracht te stellen van het ideaal van de wereldse hoofsheid. Hoofsheid wordt hoogstens een deugd naast de andere en zelfs minder belangrijk. Van het tweede deel van de tekst is geen moderne uitgave beschikbaar. Hij is wel opgenomen in Gysselings Corpus.
Het derde deel, het Bestiaire d'amour van Richard de Fournival, werd door de auteur gebruikt om aan te duiden dat de liefde tussen man en vrouw eigenlijk een perversie is. Hij associeert het gedrag van minnaars met het gedrag van dieren en zet zich af tegen de idealen van de hoofse minne. Liefde wordt bij hem een beestenboel. Ook dit werk werd uitgegeven door John Holmberg in 1925.